# Alfa Pavonis
Alpha Pavonis (α Pavonis / α Pav), conosciuta anche come Peacock (pavone in inglese) è la stella più luminosa della costellazione del Pavone. Dista dal sistema solare circa 180 anni luce e la sua magnitudine apparente è +1,91.
È invisibile alle medie latitudini dell'emisfero boreale, mentre nell'emisfero australe diventa circumpolare più a sud della latitudine 33°S.

## Caratteristiche
Peacock è una subgigante azzurra, la sua luminosità nel visibile è pari a 440 volte quella del Sole, ma se si considera anche la radiazione ultravioletta che irradia la sua luminosità sale a 2100 volte, mentre la massa è oltre 6 volte quella solare.
La stella è una binaria spettroscopica, ossia l'altra componente non è risolvibile con strumenti ottici, ma solo con l'ausilio di uno spettroscopio. Della compagna non si sa molto, se non che il periodo orbitale è di 11,8 giorni, e la distanza dalla principale di 0,21 U.A., anche se altre misurazioni danno una distanza minore